# Foltos pöfeteg
A foltos pöfeteg vagy foltos szétesőpöfeteg (Calvatia candida) a csiperkefélék családjába tartozó, Európában, Észak-Amerikában és Ausztráliában honos, száraz gyepeken, legelőkön élő, ehető gombafaj.

## Megjelenése
A foltos pöfeteg termőteste 2-10 cm széles, 2-5 cm magas, alakja kerek, alul kissé kihegyesedő, vastag gyökérszerű micéliumzsinórral. Tövénél barázdált vagy gödörkés lehet. Idősen kissé ellaposodik. Színe fehér, esetleg húsvörös árnyalattal. Nyomásra, sérülésre sárgul, vörös-narancssárgás lesz. Idővel színe megsötétedik, megbarnul. Külső burka kis foltokkal és tüskékkel díszített, idősebb korban lekopik.
A belső burok barna, papírvékonyságú, a felső része éréskor hamar felszakadozik, de a spórák szétszórása után alsó része kehelyszerűen megmarad. Az ebben lévő meddő rész kompakt, gyapotszerű.
Húsa fehér, sérülésre sárgás-narancsszínű lesz. Idősen olívzöldessé válik. Íze nem jellegzetes, szaga idős korban kellemetlen.
Spórapora olívbarna. Spórája szemölcsös, 4-5 µm átmérőjű, rövid spóranyéllel rendelkezik. 

## Elterjedése és termőhelye
Európában, Észak-Amerikában, Ausztráliában és Új-Zélandon honos. Magyarországon helyenként nem ritka.   
Száraz, inkább mészkerülő gyepekben, legelőkön található meg egyesével, kisebb csoportokban vagy boszorkánykörben. Júliustól novemberig terem.  

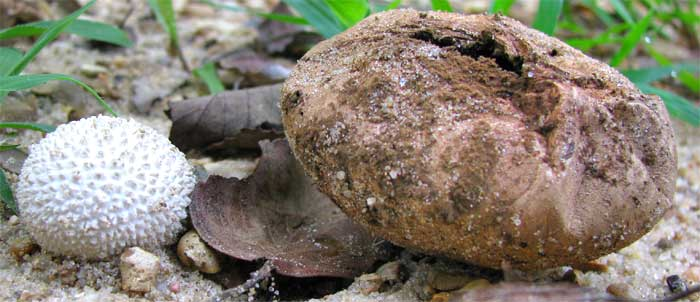
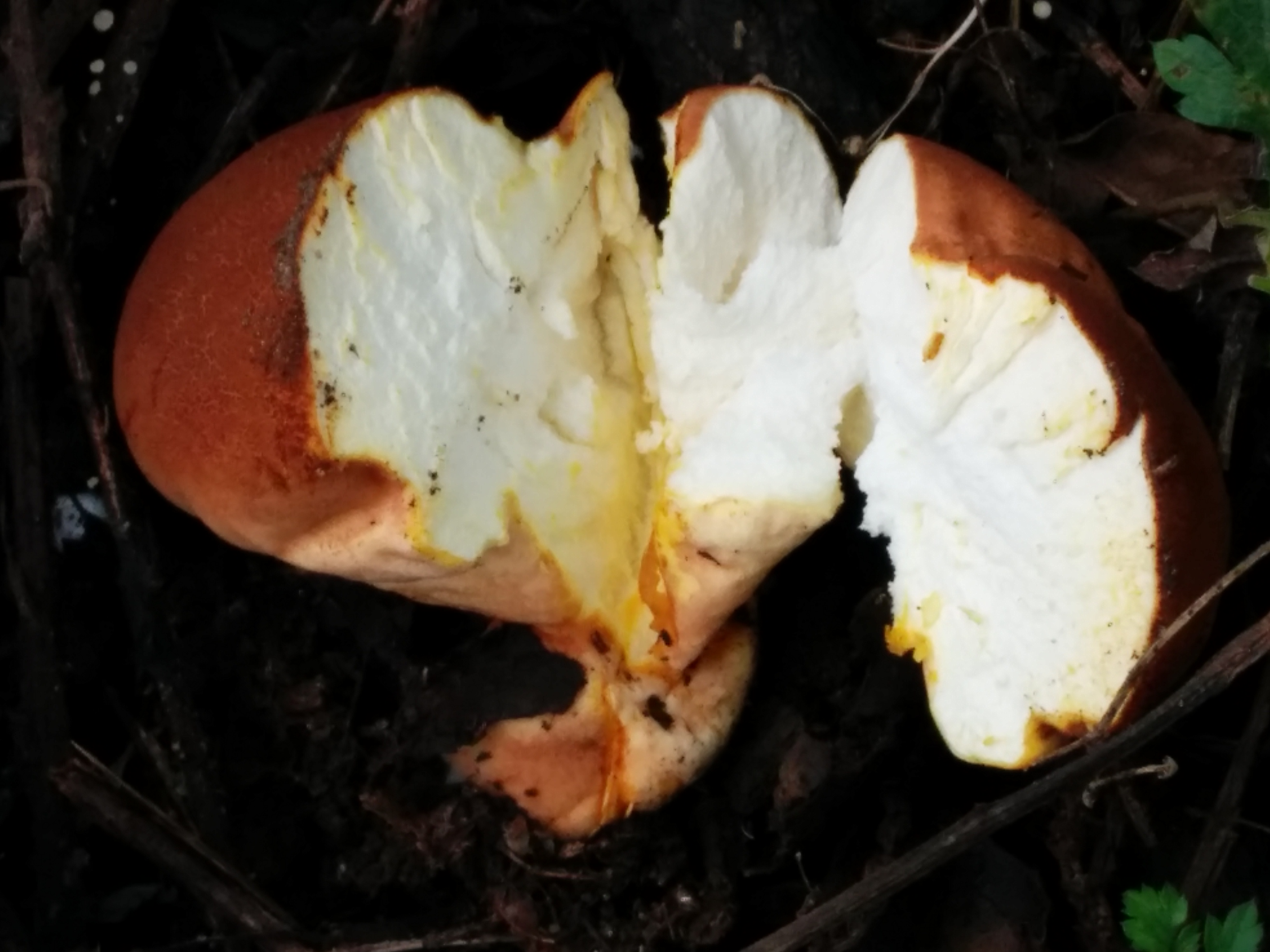
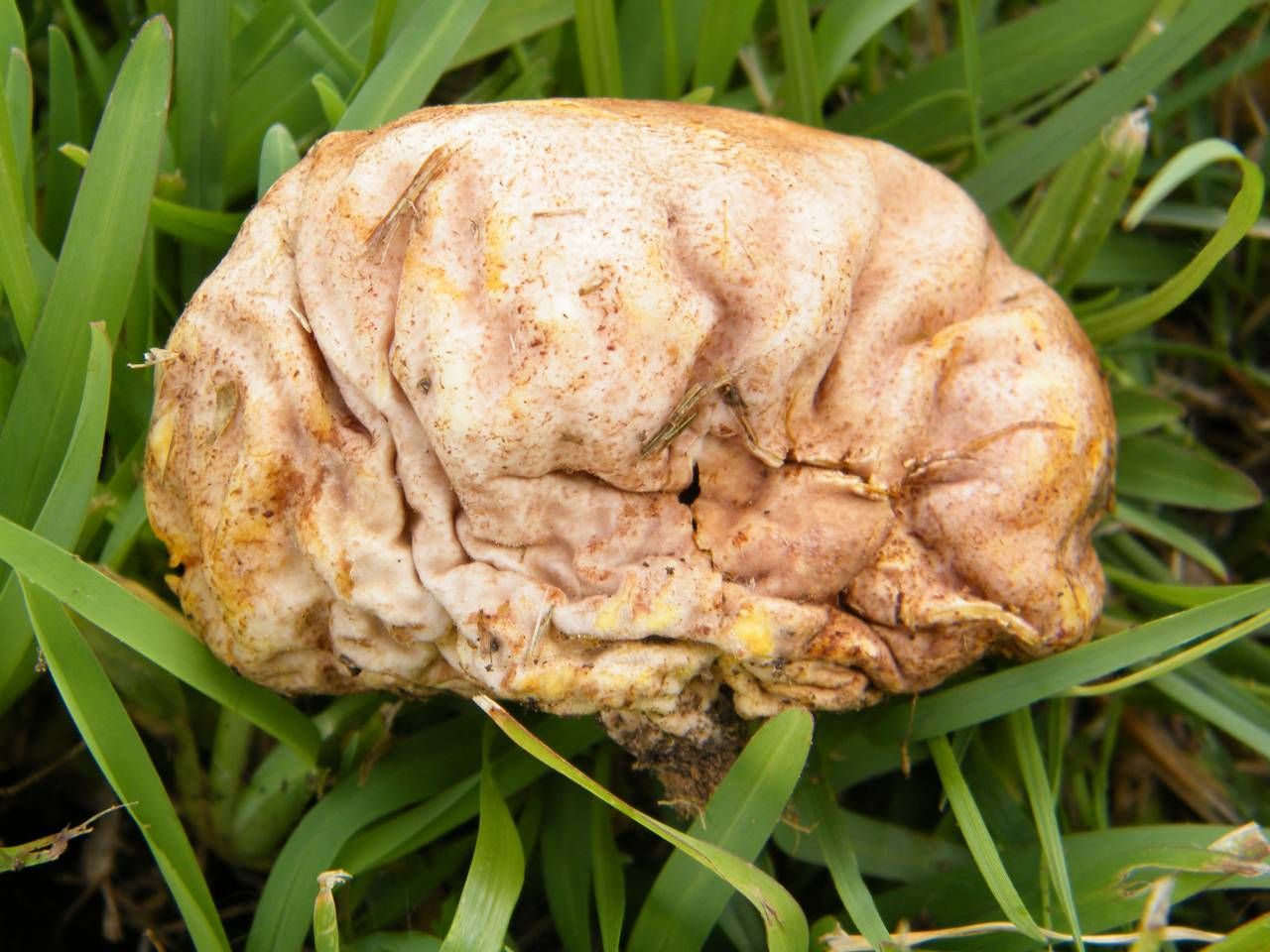
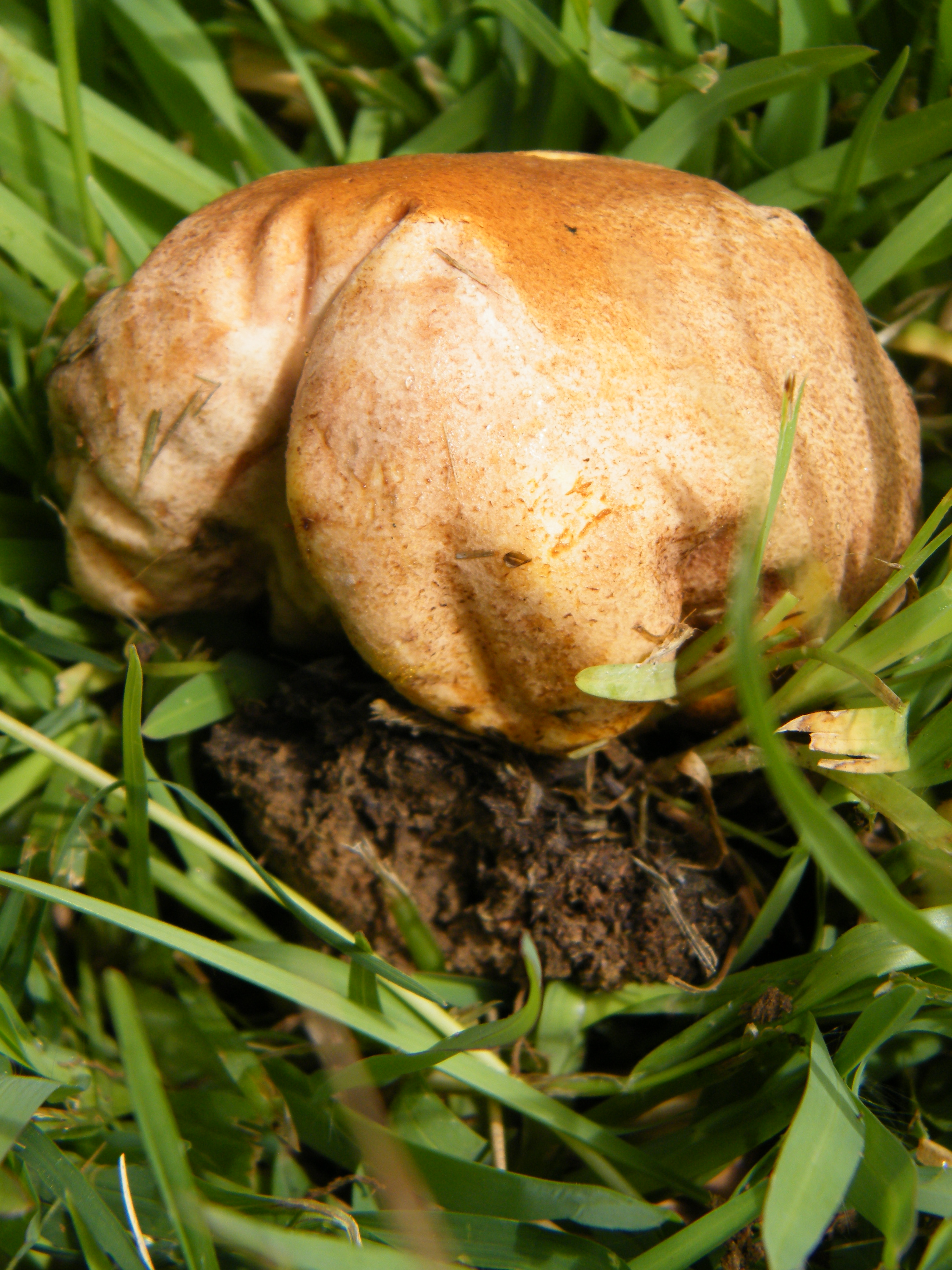

Fiatalon ehető gomba.   